# 白尾蓝仙鹟
白尾蓝仙鹟（学名：Leucoptilon concretum）是雀形目鹟科的一种鸟类。

## 特征
白尾蓝仙鹟体重约24.5克，翼长约81.8毫米，嘴峰长约18.7毫米，喙宽度约4.9毫米，喙厚度约5.6毫米，跗蹠长约20.7毫米，尾长约59.9毫米。白尾蓝仙鹟是部分迁徙的鸟类，其栖息在密集的高大树木组成的森林中，食性为肉食性，主要食物来源是陆生无脊椎动物。

## 亚种
- ：分布于印度东北部山区至中国南部、缅甸和泰国北部的山区。
- ：分布于南马来半岛和苏门答腊岛的山地区域。
- ：分布于北婆罗洲的山峰。[4]